# Dona barbuda

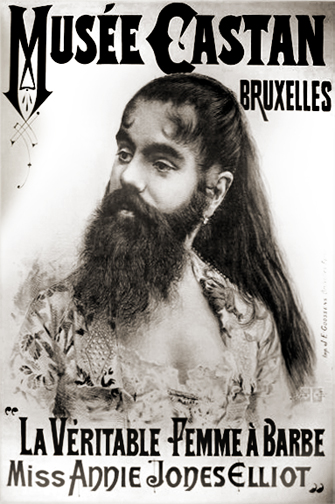
Annie Jones va anar de gira amb el circ de P. T. Barnum a la fi del.

Una dona barbuda o dona barbada és una dona que té barba visible. Aquestes dones han estat històricament objecte de llegendes, curiositat o ridícul.

## Rerefons
Un nombre relativament petit de dones és capaç de deixar créixer el suficient borrissol facial com per tenir una barba més o menys tupida. En alguns casos, el creixement de barba femenina és el resultat d'un desajustament hormonal (normalment un excés d'androgens), o un trastorn genètic rar denominat hipertricosi.
Hi ha nombroses referències sobre dones barbudes al llarg dels segles, i Shakespeare també les esmenta a Macbeth : “haurien de ser dones, i no obstant, les seves barbes em prohibeixen interpretar que ho són”. (138–46; 1.3. 37–45) Tot i així, no hi ha cap producció coneguda de Macbeth que inclogui bruixes barbudes.
Des de finals del segle xx, de vegades és causada per l'ús d'esteroides. La pressió cultural sempre ha empès a les afectades a rasurar-se aquest excés, ja que pot ser vist com a estigma social.
La dona barbuda és un clixé, una figura bàsica de les barraques de fira i circs.

## Espectacles i ficció
Una excepció notable van ser les famoses dones barbudes dels espectacles de rareses del segle XIX i principis del segle xx, l'anomalia de les quals era celebrada, com Josephine Clofullia la dona barbuda del museu de P. T. Barnum o la del circ Ringling Brothers Jane Barnell. Molts circs i carnavals de fenòmens de l'època presentaven falses dones barbudes que en realitat eren dones amb postissos facials o homes vestits de dona, pràctica circense de la qual es burla l'actor i antic artista circense WC Fields a la pel·lícula de 1939, No pots enganyar un home sincer.

## Dones notables amb barba

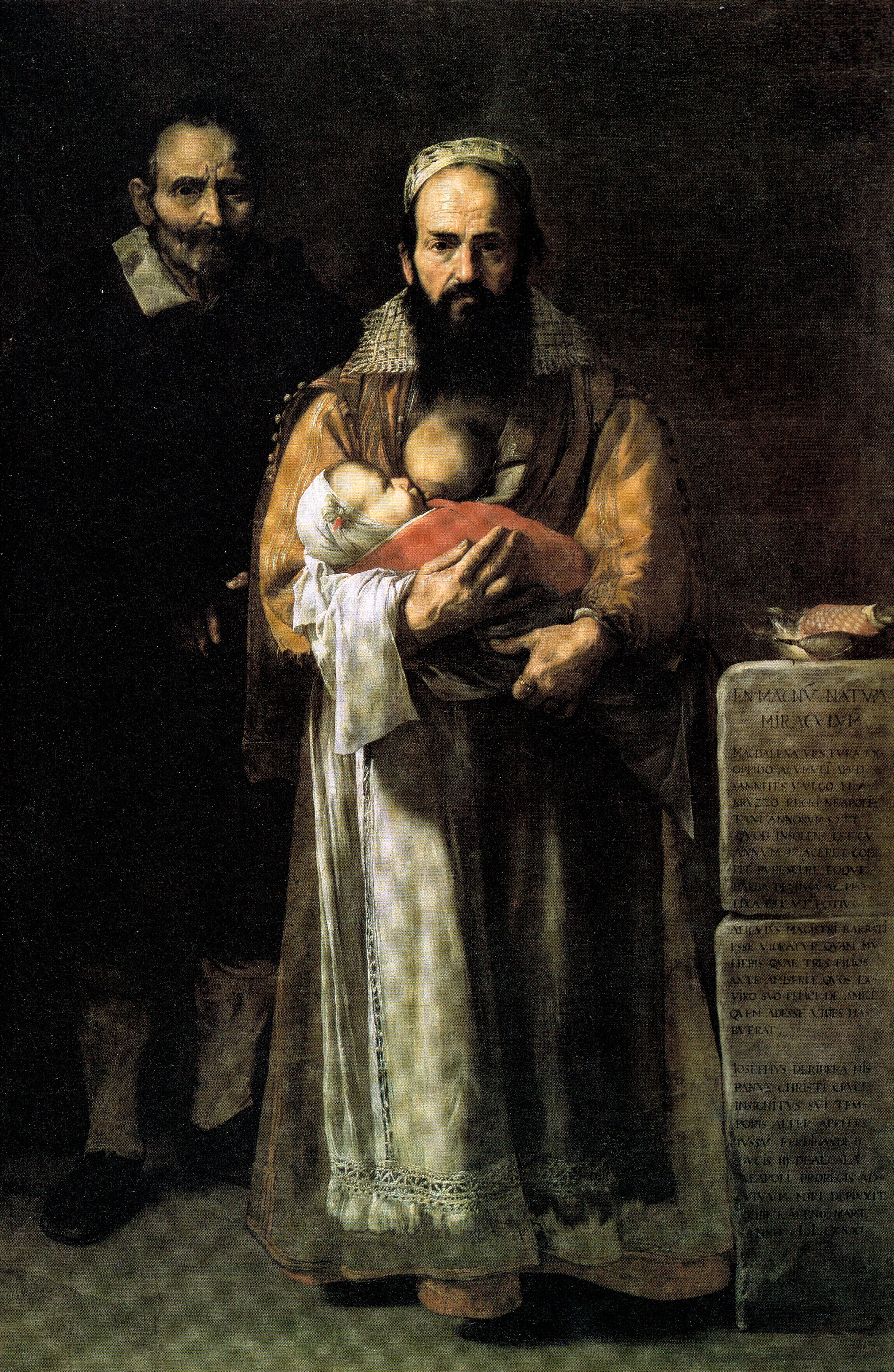
Magdalena Ventura, retrat per Josep de Ribera (1631)

### Segle XII
- Topographia Hibernica obra escrita per Giraldus Cambrensis

### Segle XIV
- Santa Wilgeforte

### Segle XVI
- Helena Antonia

### Segle XVII
- La dona barbuda (Magdalena Ventura amb el seu marit), retrat pintat per Josep de Ribera (1631)

### Segle XIX
- Julia Pastrana
- Krao Farini
- Josephine Clofullia
- Annie Jones
- Alice Elizabeth Doherty ("La noia llanosa de Minnesota", 1887–1933)

### Segle XX
- Clémentine Delait (finals del segle xix i principis del segle XX)
- Jane Barnell (finals del segle xix i principis del segle XX)
- Jennifer Miller

### Segle XXI
- Harnaam Kaur